# Fallen Angel (Uriah Heep)
Fallen Angel è il dodicesimo album in studio del gruppo musicale rock britannico Uriah Heep pubblicato nel settembre 1978. È anche l'ultimo con John Lawton alla voce.

## Tracce
1. Woman of The Night (Box, Lawton, Kerslake) – 4:07
2. Falling in Love (Hensley) – 2:59
3. One More Night (Last Farewell) (Hensley) – 3:35
4. Put Your Lovin' on Me (Lawton) – 4:08
5. Come Back to Me (Kerslake, Hensley) – 4:22
6. Whad'ya Say (Hensley) – 3:41
7. Save It (Bolder, Pete McDonald) – 3:33
8. Love or Nothing (Hensley) – 3:02
9. I'm Alive (Lawton) – 4:18
10. Fallen Angel (Hensley) – 4:51

## Formazione
- John Lawton - voce
- Mick Box - chitarra
- Ken Hensley - tastiere
- Trevor Bolder - basso
- Lee Kerslake - batteria